# Григорьев, Григорий Тимофеевич
Григорий Тимофеевич Григорьев (25 января (6 февраля) 1894 , Нарва (крещение в Спасо-Преображенском соборе в г. Нарва) — 7 июля 1966, Москва) — советский военно-морской деятель, генерал-майор береговой службы (1940). Русский. Родился в крестьянской семье. Вся семья проживала в г. Нарва, где Григорий Тимофеевич (с 11 лет с 1905 года) вместе с отцом, братом и сестрой работали на Суконно-прядильной мануфактуре Штиглица в г. Нарва.

## Первая мировая и Гражданская войны
В царской армии с 1914 года, призван в 178-й Запасной батальон в г. Старая Русса. Участник Первой мировой войны — отправлен рядовым на фронт в составе Ардагано-Михайловского 204-й пехотного полка 51-й дивизии 10-й Армии, в котором прослужил до 1917 года и получил звание унтер-офицера.
С 1917 года занимал в Ардагано-Михайловском 204-м пехотном полку выборные должности: члена полкового комитета и одновременно председателя комитета команды связи. Член РСДРП(б) с марта 1917 года, партбилет был оформлен Ямбургской парторганизацией.
В составе 204-го Ардагано-Михайловского полка участвовал в июльском 1917 года наступлении Керенского, был легко ранен. После выздоровления в октябре 1917 года поступил в 1-й Запасной пехотный полк (дислокация Малая Охта г. Петроград), в составе которого принимал участие в качестве красногвардейца в борьбе против Корнилова (Корниловское выступление), активно участвовал в Октябрьском перевороте (Октябрьская революция), выступал на Гатчину против Керенского и казаков (выступление Керенского — Краснова).
В РККА с 30 октября 1917 года, политработник.
В декабре 1917 года отбыл в Нарву, где организовал Нарвско-Красногвардейский отряд Суконно-прядильной мануфактуры, был председателем комитета этого отряда.
В 1918 году вместе с отрядом участвовал в борьбе с немецкими войсками. В июне 1918 года отряд отступил в г. Ямбург, где вошел в состав 14-го Нарвского коммунистического полка (Красные эстонские стрелки) (который был позже переименован в 46-й стрелковый полк 3-й Петроградской дивизии, впоследствии получившей номер и наименование 6-я стрелковая дивизия).
Участвовал в Гражданской войне на Северном фронте военкомом батальона Нарвского партизанского отряда. В составе 46-го стрелкового полка принимал участие в подавлении Волосовского восстания (Волосово) и Торошинского восстания (Торошино (Псковская область)) (период перехода Балаховича на сторону белогвардейцев (Булак-Балахович, Станислав Никодимович)).
В январе 1919 года стал комиссаром 1-го батальона 46-го стрелкового полка 6-й стрелковой дивизии 7-й Армии, а с мая 1919 года помощником комиссара полка, участвовал в наступлении на немцев и Юденича (Наступление Северо-Западной армии осенью 1919 года) до ликвидации Петроградского фронта и заключения мира с Эстонией.
Участвовал в Советско-польской войне. После ликвидации Петроградского фронта в составе 6-я стрелковая дивизия был переброшен на Юго-Западный фронт (Гражданская война) (Польский), где с февраля 1920 года по сентябрь 1920 служил помощником военкома 52-го стрелкового полка и помощником комиссара 49-го стрелкового полка. За подвиги, совершенные при наступлении на фольварк Туровля 14 мая, 16 мая и в бою под м. Вишнев 14 июля 1920 год на Юго-Западном фронте (Польша), был награждён двумя орденами Красного Знамени (ордена Красного Знамени)
С сентября 1920 по ноябрь 1921 года был комиссаром 50-го стрелкового полка 17-й стрелковой бригады 6-я стрелковая дивизия, который ликвидировал банды в районе Лепель, Сенно.
После ликвидации фронта в Польше с ноября 1921 по февраль 1922 был помощником комиссара и комиссаром 17-й стрелковой бригады 6-я стрелковая дивизия, участвовал в подавлении банд Колесникова (Острогожский слободской казачий полк), Тютюнника (Тютюнник, Юрий Осипович) и Махно в Воронежской губернии

## Межвоенный период иЗимняя война
После реорганизации РККА назначен на должность Военного комиссара дивизионной школы 6-й Орловской дивизии (6-я стрелковая дивизия).
В период 1923—1924 годов — комиссар 17-го стрелкового полка и 40-го образцового стрелкового полка МВО 14-й дивизии в г Москве 40-й учебно-образцовый стрелковый полк 14-1 стрелковой дивизии Московского военного округа.
В сентябре 1924 года зачислен слушателем на основной факультет Военную академию РККА. По окончании академии в июле 1928 года назначен командиром и комиссаром 7-го туркестанского полка (впоследствии реорганизованного в 9-й Горно-стрелковый полк) (17-я гвардейская кавалерийская дивизия) 3-й стрелковой дивизии, который принимал участие в ликвидации банд Ибрагим-бека.
С мая 1931 года — помощник командира 13-я Дагестанская стрелковая дивизия.
С мая 1932 года — помощник начальника Орджоникидзевской пехотной школы (Орджоникидзевское высшее общевойсковое командное училище).
С апреля 1933 по 1934 год — помощник командира 29-й стрелковой дивизии им. Финляндского пролетариата, дислоцировавшейся в БВО.
В феврале 1934 года перешёл на службу в береговую оборону ВМС РККА: службу проходил на ТОФ (Тихоокеанский флот в должности коменданта Сучанского УР Укреплённый район, и одновременно был начальником Управления начальника работ УНР-112 ТОФ.
17 февраля 1936 года получил звание Комбриг (НКО НКО СССР № 00170/п), в 1936 году за успехи в боевой и политической подготовки частей был награждён Орден Красного Знамени. В 1938 году награждён медалью XX лет Рабоче-Крестьянской Красной Армии.
В мае 1938 года арестован НКВД по обвинению в причастности к «Дальневосточному заговору» Гамарника (Гамарник Ян Борисович) и «как польский шпион». 17 сентября 1939 года освобождён, по некоторым данным по ходатайству нового наркома ВМФ Н. Г. Кузнецова.
Во второй половине 1939 г., в период кампании по борьбе с последствиями «ежовщины» Н. Г. Кузнецову, ставшему к тому времени народным комиссаром Военно-морского флота, удалось добиться освобождения оставшихся в живых комендантов тихоокеанских укрепрайонов — Г. Т. Григорьева, М. Ф. Куманина и И. А. Кустова..
Сам Григорьев считал, что ему удалось выжить потому, что несмотря на меры физического воздействия, вины за собой он не признал.
«…В 1935 г. в Сучанском УР в заливе Восток прошли учения флота. Присутствовали Блюхер (Блюхер, Василий Константинович) и Гамарник. …А. И. Стоник (1908-2011) в 1936—1937 гг. был секретарем горкома ВЛКСМ во Владивостоке. В 1937 г. к нему в номер пришел Степанов, комиссар Шкотовского УР прямо с заседания Военного Совета на котором Григорьева объявили врагом народа. Степанов отказался признать своего друга врагом и был освобожден от должности. „Григорьев член партии с … 1917 г., у него два ордена Красного Знамени, я не верю, что он враг“…Дорохов — секретарь ГК сидел с Григорьевым. Рассказывал, что тот никогда не закладывал руки назад за спину, говоря при этом — Я комбриг Григорьев! Устроил драку с одним из заключенных по поводу идеалов социализма и сущности советской власти.»
Суд Военного трибунала Тихоокеанского флота состоялся в сентябре 1939 года, по предъявленным обвинениям по нескольким пунктам статья 58 УК РСФСР Григорьев был оправдан, по статье 193-17а был осужден условно на три года с испытательным сроком на один год. На основании Указа Президиума Верховного Совета СССР от 24.01.1938 об амнистии ко дню 20-летия РККА (Список амнистий в России) условная судимость снята, считается несудимым. В октябре того же года восстановлен в кадрах флота и зачислен в распоряжение Управления кадров ВМФ.
С января 1940 года — инспектор по ПВО и строевой подготовке группы контроля и инспекции при НК ВМФ СССР. В том же месяце был командирован на Северо-Западный фронт, развёрнутый в ходе Советско-финской войны, где назначен командующим Зимней обороной КБФ Краснознамённый Балтийский флот. В феврале организовал наступление на финские позиции через Финский залив; лично руководил разведывательно-наступательными действиями батальонов от Выборга до Гогланда
…Командир Зимней Обороны комбриг Г. Т. Григорьев предложил Начальнику Штаба Флота Ю. А. Пантелееву «отвести части на исходное положение на о-в Нерва и Соммерс» Наступление морской пехоты по льду Финского залива, в целом, достигло своей цели. Финское командование, приняв демонстративные действия моряков за наступление главных сил Северо-Западного Фронта, было вынуждено перебросить с выборгского участка фронта на приморское направление ряд пехотных частей. Бывший Главнокомандующий ВС Финляндии маршал К. Маннергейм также впоследствии признавал, что атаки советской морской пехоты «очень обеспокоили» финское командование, поскольку в р-не Котки осталось крайне мало пехотных частей.
С мая 1940 года — комендант береговой обороны главной базы КБФ. 4 июня 1940 присвоено звание генерал-майора береговой службы.

## Великая Отечественная война
Великую Отечественную войну встретил в прежней должности. В конце августа 1941 года одновременно назначен командующим Ижорским укреплённым сектором, в состав которого вошли город Ораниенбаум, форты Красная Горка и Серая Лошадь, южное побережье Финского залива до реки Воронка; в подчинение Григорьева вошли также береговая и железнодорожная артиллерия южного побережья Финского залива, две бригады и отдельный Полк морской пехоты в направлении Заполье — Ополье — Керстово. Заняв эти населенные пункты, удерживал их своими силами, чем помог отходу частей 8-й армии. Направил 12 батальонов морской пехоты под Петергоф в распоряжение командующего этой армии. После стабилизации фронта систематически проводил разведку и засылал в тыл противника диверсионные группы, что содействовало удержанию Ораниенбаумский плацдарм. Под командованием Григорьева за период апрель — май 1942 года проведены рекогносцировки побережья Ижорского УР от Ораниенбаума до р. Воронки, построено более 300 дзотов и дотов, созданы вторая линия противодесантной обороны, отсечные позиции..
Особенно важную и ответственную роль т. ГРИГОРЬЕВУ пришлось взять на себя при организации обороны подступов к Ленинграду в период наступления немецкий войск осенью 1941 года. Командуя Ижорским сектором БО — КБФ, он принял на себя основной удар, тактически грамотно организовал оборону, которая для противника стала непреодолимой преградой. Имея решение Высшего Командования перенести оборону на р. Коваш, т. ГРИГОРЬЕВ испросил разрешение закрепиться на р. Воронка. Этот рубеж войска Приморской оперативной группы удерживают и по сей день. В этом главная заслуга т. ГРИГОРЬЕВА. Он на этом рубеже сумел организовать, устойчивую оборону, использовать всю силу и мощь береговых батарей и обеспечил целостность и неприкосновенность всей территории Ижорского сектора в его постоянных границах. В последующем инициативой т. ГРИГОРЬЕВА упорством и настойчивостью Ижорский сектор БО превращен в неприступную для врага крепость с целой системой оборонительных сооружений, построенных л/составом батареи. Оборона Ижорского сектора, когда враг был приостановлен, не была пассивной. Силовые разведки, вылазки не прекращались, противнику наносились мощные удары огнем батарей Ижоского сектора. Бесстрашию, смелости и отваге у тов. ГРИГОРЬЕВА учились его подчиненные. Во всей его кипучей деятельности видно стремление разгромить врага, не жалея сил драться с врагом за освобождение Социалистической Родины. В занимаемой должности работает активно и возложенные на него обязанности выполняет хорошо. Тов. ГРИГОРЬЕВ достоин представления к правительственной награде «ордену Отечественной войны 1 степени».
С 10-20.7.1942 командир 4-й бригады морской пехоты КБФ, а с июля 1942 по январь 1943 — командир 260-й бригады морской пехоты КБФ.
Бригада под командованием Григорьева совместно с приданными подразделениями Кронштадтской ВМБ, при поддержке береговой артиллерии и ПВО успешно обороняла о-в Котлин. С наступлением ледостава в опорных пунктах были созданы снеговые окопы, ледовые барьеры и огневые позиции. В аттестации отмечалось, что Григорьев «в боевой деятельности отличается… энергией, смелостью и отвагой; в обстановке разбирается быстро, решения принимает смело и последовательно проводит их в жизнь… добился значительных успехов в укреплении организации, в отработке системы обороны о-ва Котлин».
С января 1943 по май 1947 — заместитель начальника Управления по сухопутным войскам БО ВМС. С мая 1947 по март 1948 года — заместитель начальника Управления БО ВМС.
С марта 1948 года в отставке.
Умер 7 июля 1966 года в Москве. Похоронен в Москве на Ваганьковском кладбище.

## Семья
- Отец — Тимофей Григорьевич Григорьев (1853—1917), крестьянин Новгородской губернии, Старорусского уезда, Шотовской волости, деревни Кривовиц. Работал на Суконно-прядильной мануфактуре Штиглица в г. Нарва.[3]
- Мать — Дарья Павловна Кузьмина (11.3.1856—1932) (по первому мужу Ананьева), крестьянка Санкт-Петербургской губернии, Ямбургского уезда, вотчины гвардии полковника барона Штакельберга, деревни Заречье.
- Родной брат — Семен (род. 21.7.1896 — ум.), работал на Суконно-прядильной мануфактуре Штиглица в г. Нарва.[3]
- Родная сестра — Антонина (род. 27.7.1899 — ум.), работала на Суконно-прядильной мануфактуре Штиглица в г. Нарва.[3]
- Восемь сводных братьев и сестер от первой жены отца Александры Евдокимовны Евдокимовой (1852- 26.11.1891)
- Жена — Наталья Николаевна Григорьева (дев. фамилия Архипова) (1902 — 9.9.1958). Похоронена рядом с мужем в Москве на Ваганьковском кладбище.
  - Дочь — Ирина Григорьевна Григорьева (род. декабрь 1936).
  - Сын — Вадим Григорьевич Григорьев (род. 17 мая 1938-2021)[21]

## Награды[4][22]
- Орден Ленина (1945 — Указом ПВС СССР от 21.02.1945 г. Орденом Ленина № 29143)
- 4 ордена Красного Знамени (в 1920 году — дважды)[6][7][8][23]
Приказ РВСР № 8 от 8 января 1921 года Орден Красное Знамя РСФСР № 1975 (выдан вместо сданного № 1375),
Приказ РВСР № 59 от 20 февраля 1921 года Орден Красное Знамя РСФСР № 352 «2» (выдан вместо сданного 22.12.1925 № 5126) Вторичное награждение,
1944 — Указом ПВС СССР от 03.11.1944 г. Орден Красное Знамя СССР № 1374 (3),
1947 — Указом ПВС СССР от 06.11.1947 г. Орден Красное Знамя СССР № 1020(4))
- Орден Отечественной войны I степени (1944 — Указом ПВС СССР от 22.02.1944 г. Орден «Отечественной войны 1 степени»)
- Орден Отечественной войны II степени (1945 — Указом ПВС СССР от 21.07.1945 г. Орден «Отечественной войны 2 степени» № 728732)
- Орден Красной Звезды (1936 — Постановлением ЦИК от 16 августа 1936 г. Орден Красная Звезда № 2578)
- Медаль XX лет Рабоче-Крестьянской Красной Армии[10] (1938)
- Медаль «За оборону Ленинграда» (1944)
- Медаль «За победу над Германией в Великой Отечественной войне 1941—1945 гг.» (1947 — Удостоверение № 4145 06.05.1947 г.)
- Медаль «За победу над Японией» (1946 — Удостоверение № 4624 20.03.1946 г.)
- Медаль «В память 800-летия Москвы»
- Юбилейная медаль «30 лет Советской Армии и Флота»
- Медаль «В память 250-летия Ленинграда»